# Nicolò Bambini

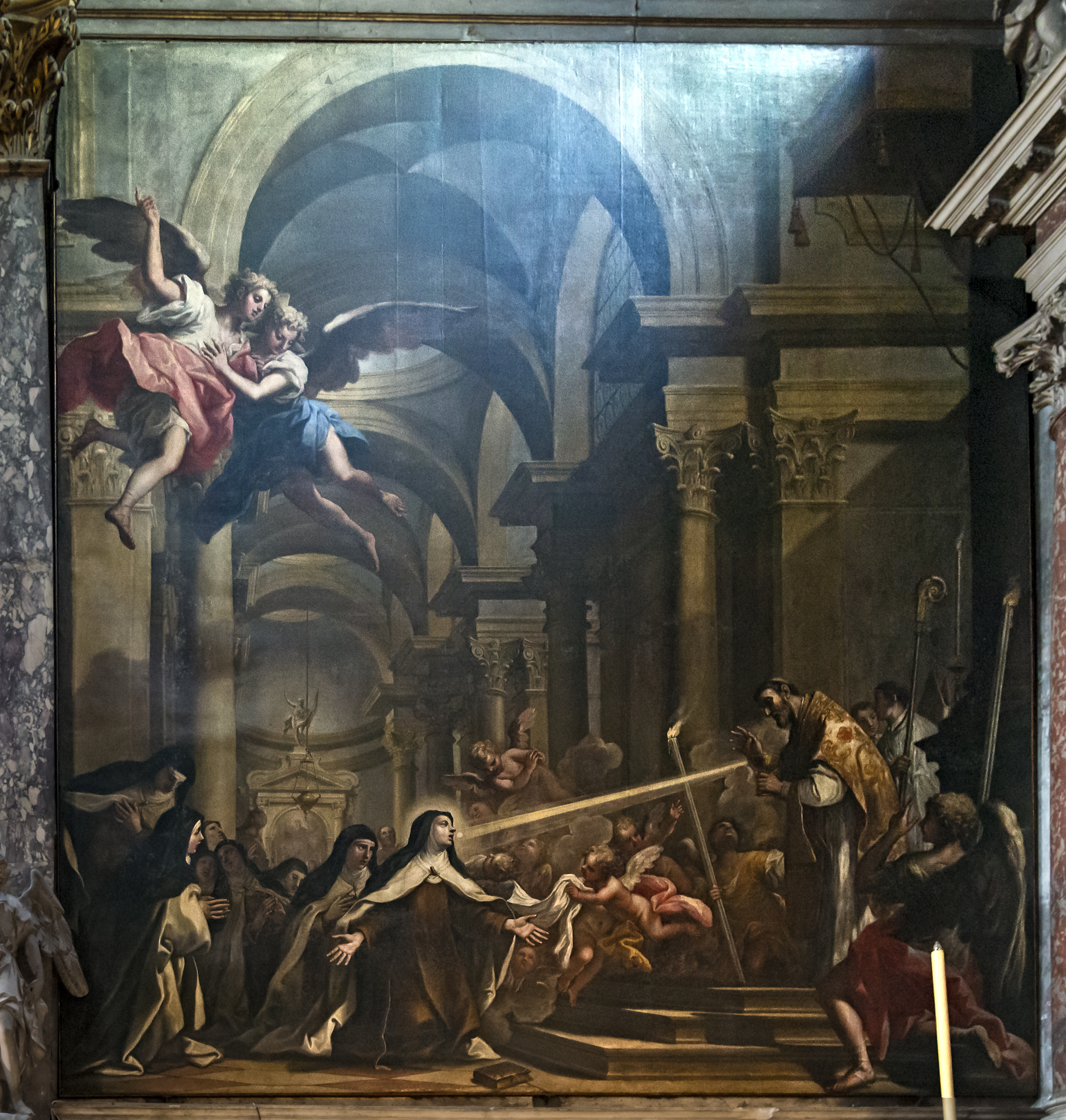
Die wundersame Kommunion der hl. Teresa, Santa Maria di Nazareth (Scalzi), Venedig

Nicolò Bambini (Vorname auch: Niccolò; * 1651 in Venedig; † 1736 ebenda) war ein italienischer Maler und Freskant des Barock, der vor allem in Venedig wirkte.

## Leben
Laut Antonio Maria Zanetti war er ein Schüler von Sebastiano Mazzoni und ging später als einer der ersten venezianischen Maler nach Rom, wo er in der Werkstatt von Carlo Maratta gearbeitet haben soll. Nach seiner Rückkehr in die Lagunenstadt habe Bambini zunächst nach dem Vorbild von Pietro Liberi gearbeitet, der zu jener Zeit gerade „en vogue“ war.
Aus Bambinis noch von Mazzoni beeinflusster Frühzeit stammt das Deckengemälde in der venezianischen Kirche San Moisè, das aber sehr schlecht erhalten ist.

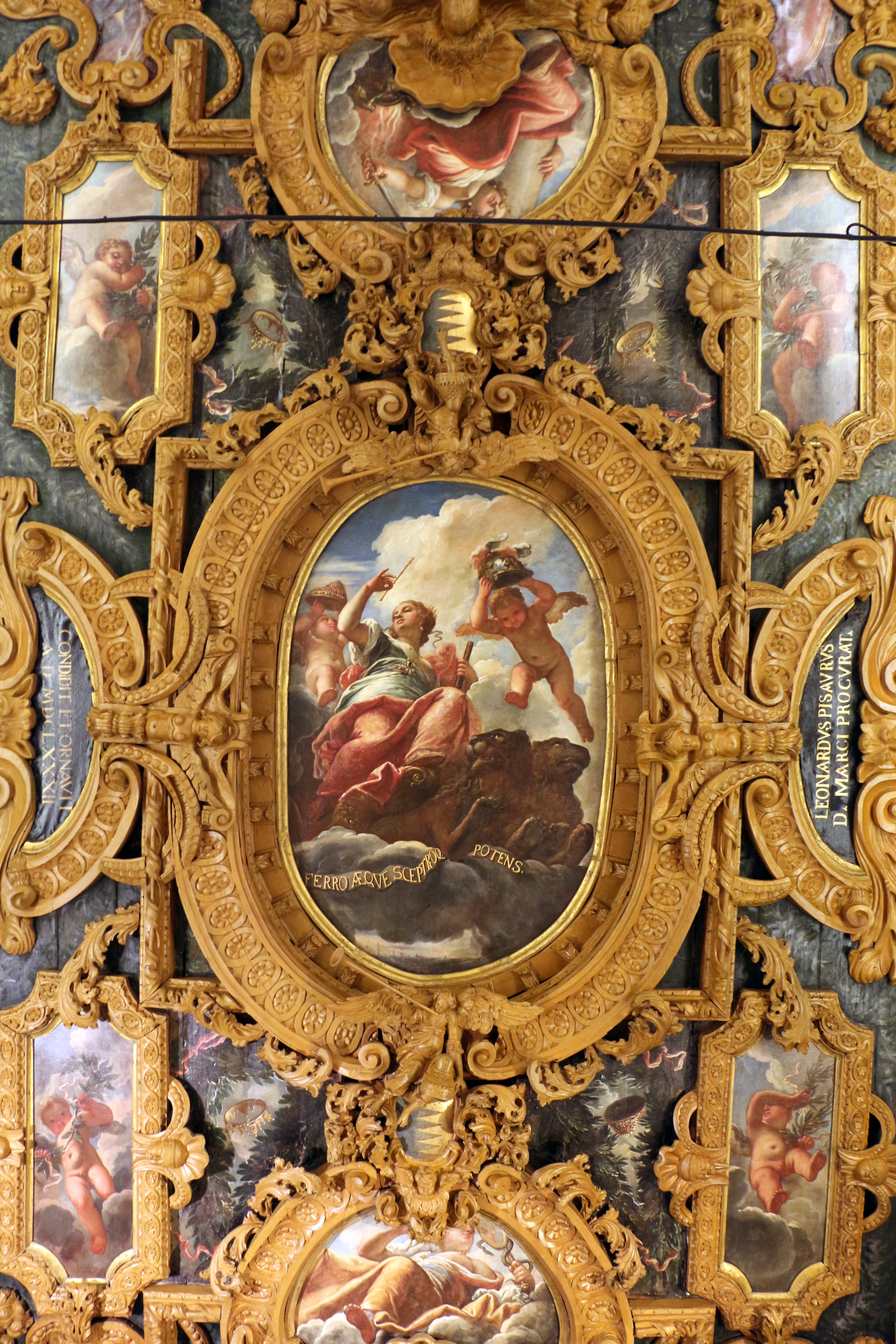
Allegorische Deckengemälde mit Triumph der Venetia im Zentrum, 1682, Ca’ Pesaro, Venedig

Bambini hatte bald großen Erfolg und nach Alessandro Longhi (in: Compendio..., 1762) rissen sich die venezianischen Adligen darum, eins seiner Bilder zu besitzen, weil man insbesondere seine Deckenbilder als „von poetischen und bizarren Erfindungen durchdrungen“ empfand.
Das lässt sich durch zahlreiche wichtige Aufträge bestätigen, wie die Allegorie der Venetia in der Sala delle Quattro Porte und einige Grisaillen in der Sala dello Scrutinio im Dogenpalast, oder die allegorischen Deckengemälde mit dem Triumph der Venetia, die Bambini in Öl und ganz im traditionellen Stil des Dogenpalastes im Jahr 1682 in der Ca’ Pesaro malte.
Bambini gehörte neben Bellucci, Molinari und Gregorio Lazzarini zu den ersten venezianischen Malern, die Dekorationen al fresco malten – bis Ende des 17. Jahrhunderts und noch darüber hinaus, wurde in der Lagunenstadt (wahrscheinlich wegen der Feuchtigkeit) auch bei Deckenbildern gewöhnlich in Öl auf Leinwand gearbeitet. Solche für Venedig bahnbrechende und von üppigem Stuck umgebene Freskendekorationen schuf Bambini beispielsweise im Treppenhaus und im großen Saal des Palazzetto Zane (Anfang 17. Jhd.) und in einem Alkoven im Palazzo Savorgnan bei San Geremia (um 1710).
Wahrscheinlich 1708, zum Empfang des dänischen Königs Friedrich IV. schuf Bambini zusammen mit dem Quadraturmaler Antonio Felice Ferrari „in aller Eile“ das große Deckenfresko im Ballsaal der Ca’ Dolfin, wo er wiederum eine Allegorie Venedigs umgeben von den Göttern des Olymp malte.
Andere Adelspaläste, an deren Ausschmückung Bambini beteiligt war, sind der Palazzo Albrizzi und der Palazzo Barbaro-Curtis (Hagar in der Wüste) in Venedig und der Palazzo vescovile (Bischofspalast) in Udine, wo er 1709 die Bibliothek mit allegorischen Supraporten und dem Deckengemälde Die Wissenschaften huldigen dem Glauben (1709) ausschmückte.

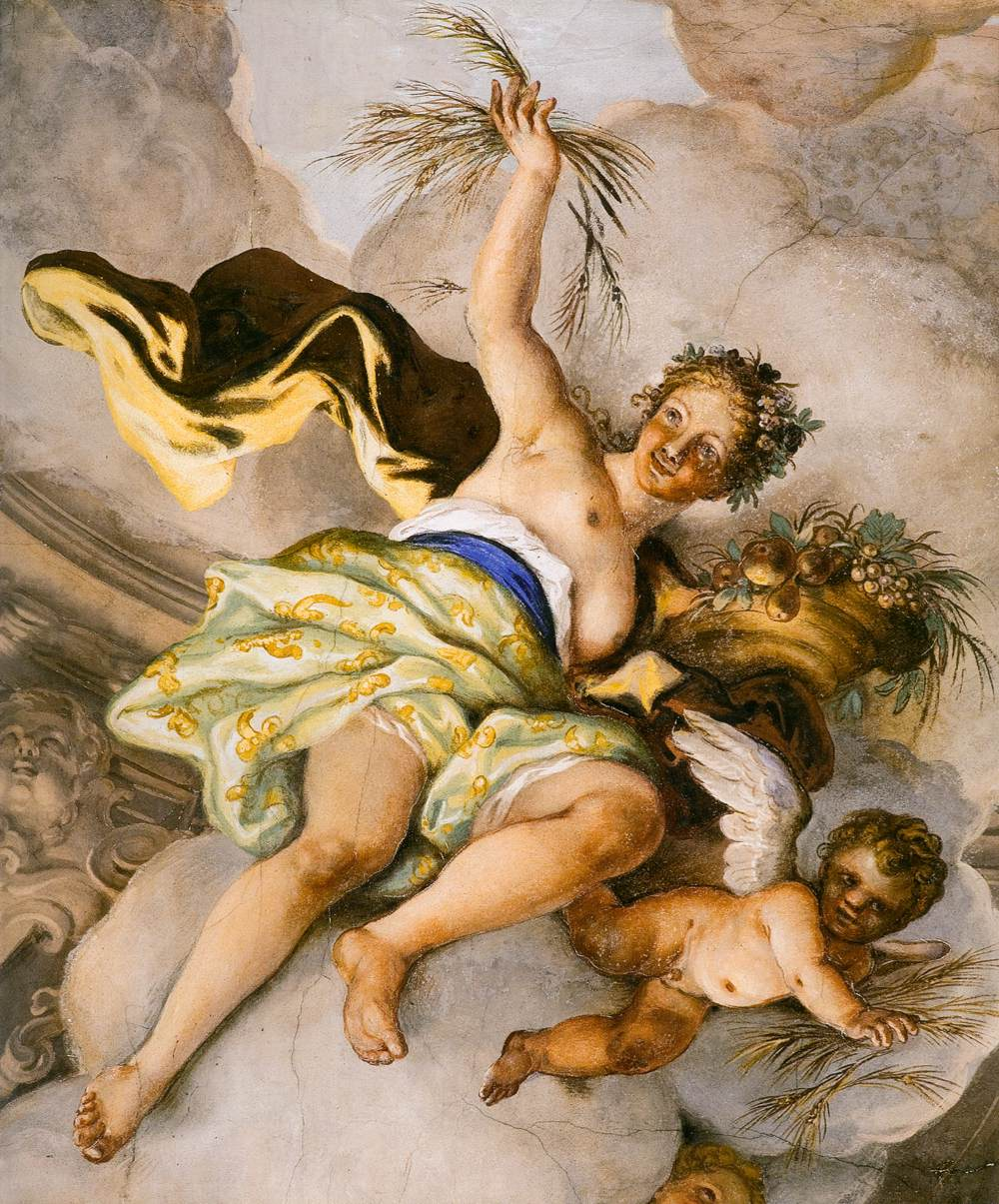
Allegorie des Überflusses, ca. 1708, Ausschnitt aus dem Deckenfresko im Ballsaal der Ca’ Dolfin, Venedig

Daneben schuf er Altar- und Deckenbilder für venezianische Kirchen. In einem Wettstreit mit Antonio Balestra malte Bambini die Anbetung der Könige in San Zaccaria, die als eines seiner besten Werke gilt. Berühmt wurde seine Geburt Mariae, die zwischen 1710 und 1715 für Santo Stefano entstand und auch in Kupfer gestochen und im Druck verbreitet wurde. Weitere Kirchen in Venedig, in denen sich nach wie vor Werke Nicolò Bambinis finden, sind San Marcuola, San Stae, San Pantaleone, die Chiesa degli Scalzi, Santo Spirito und die Chiesa delle Eremite.
In seiner Spätphase näherte sich Bambini stilistisch dem Werk von Sebastiano Ricci an, beispielsweise in dem Bild Minerva krönt Titus Livius an der Decke der Bibliothek des Seminario Patriarcale von Venedig.
In den 1720er Jahren dekorierte der mittlerweile über 70-jährige Bambini neben dem jungen Giambattista Tiepolo den „salone“ des Palazzo Sandi-Porto, im Auftrag von dessen Besitzer, dem reichen Rechtsanwalt Tomaso Sandi. Dabei malte Bambini zwei Wandbilder und einen Fries unterhalb der Decke, die von Tiepolo freskiert wurde. Für Tiepolo war dies sein erster weltlicher Auftrag (und sein erstes Fresko) in Venedig und es gelang den beiden so unterschiedlichen Künstlern die Komposition ihrer jeweiligen Gemälde genau aufeinander abzustimmen, so dass die Dekoration ein harmonisches Ganzes bildet.
Nicolò Bambini starb 1736 in Venedig.
Zu seinen Schülern gehörten Gaetano Zompini, Girolamo Brusaferro und sein Sohn Stefano Bambini.

## Stil

Achilleus und die Töchter des Lykomedes, ca. 1720–36, Ca’ Rezzonico, Venedig

Nicolò Bambini wird neben Antonio Bellucci, Antonio Balestra, und Gregorio Lazzarini zu einer Generation von Künstlern gerechnet, die im hochbarocken Venedig des ausgehenden Seicento einen barocken Klassizismus römisch-bolognesischer Prägung einführten. Dabei ist Bambini der älteste dieser Maler und es wurde ihm manchmal bis ins 20. Jahrhundert von einigen regionalistischen Autoren seine „römische Verirrung“ („smarrimento romano“) vorgeworfen. Dabei ist seine Beeinflussung durch Carlo Maratta oder Guido Reni insgesamt eher oberflächlich und beschränkt sich fast ausnehmlich in gelegentlichen klassischen Profilen oder Madonnen-Antlitzen. Ivanoff sieht sogar in der Geburt Mariae für Santo Stefano eine vereinzelte Ausnahme.

Bambinis persönlicher Klassizismus speist sich dagegen eindeutig auch aus der venezianischen Tradition, insbesondere aus den Vorbildern von Tintoretto und Veronese – eine Welle des Neo-Veronismus gab es ohnehin ab Ende des 17. Jahrhunderts und führte dann zum letzten Höhepunkt der venezianischen Malerei im Rokoko. Dieser Einfluss ist bei Bambini besonders deutlich an seinen Dekorationen im Dogenpalast und in der Ca’ Pesaro, aber auch in anderen Werken sowie an seinem Figurenideal, besonders der oft blond-gewellten weiblichen Gestalten. Gefiltert ist das Alles sicherlich durch eine Kenntnis von Werken Pietro da Cortonas und Luca Giordanos (die es auch in Venedig gab).

Typisch für Bambini ist ein ausgeprägtes Disegno, bei dem die Konturen der Figuren durch weiche, relativ dicke, dunkle Linien von der Umgebung abgesetzt werden. Dies erinnert einerseits etwas an Tintoretto und Pietro Liberi, andererseits verleiht es der Malerei Bambinis eine gewisse Robustheit oder Rustikalität, die sich vom römisch-bolognesischen Klassizismus abhebt. Seine farbliche Palette ist bunt, fantasievoll und reich abgestuft, grundsätzlich hell und leuchtend – Ivanoff spricht von einem „perlmuttenen Kolorit“ („colorito perlaceo“) –, aber mit starken und dunklen Schatten, also einem deutlichen Chiaroscuro. Im Spätwerk hellte sich sein Kolorit offenbar unter dem Einfluss Sebastiano Riccis noch auf und wurde klarer.
Bambini wurde später je nach Geschmack des entsprechenden Autors entweder für sein Kolorit oder für sein Disegno kritisiert. Zanetti gehörte zu den ersteren und behauptete, dass Nicolò Cassana deshalb einige Bilder Bambinis „mit einer pastosen und weiche Farbe“ überarbeitet habe.

## Bildergalerie

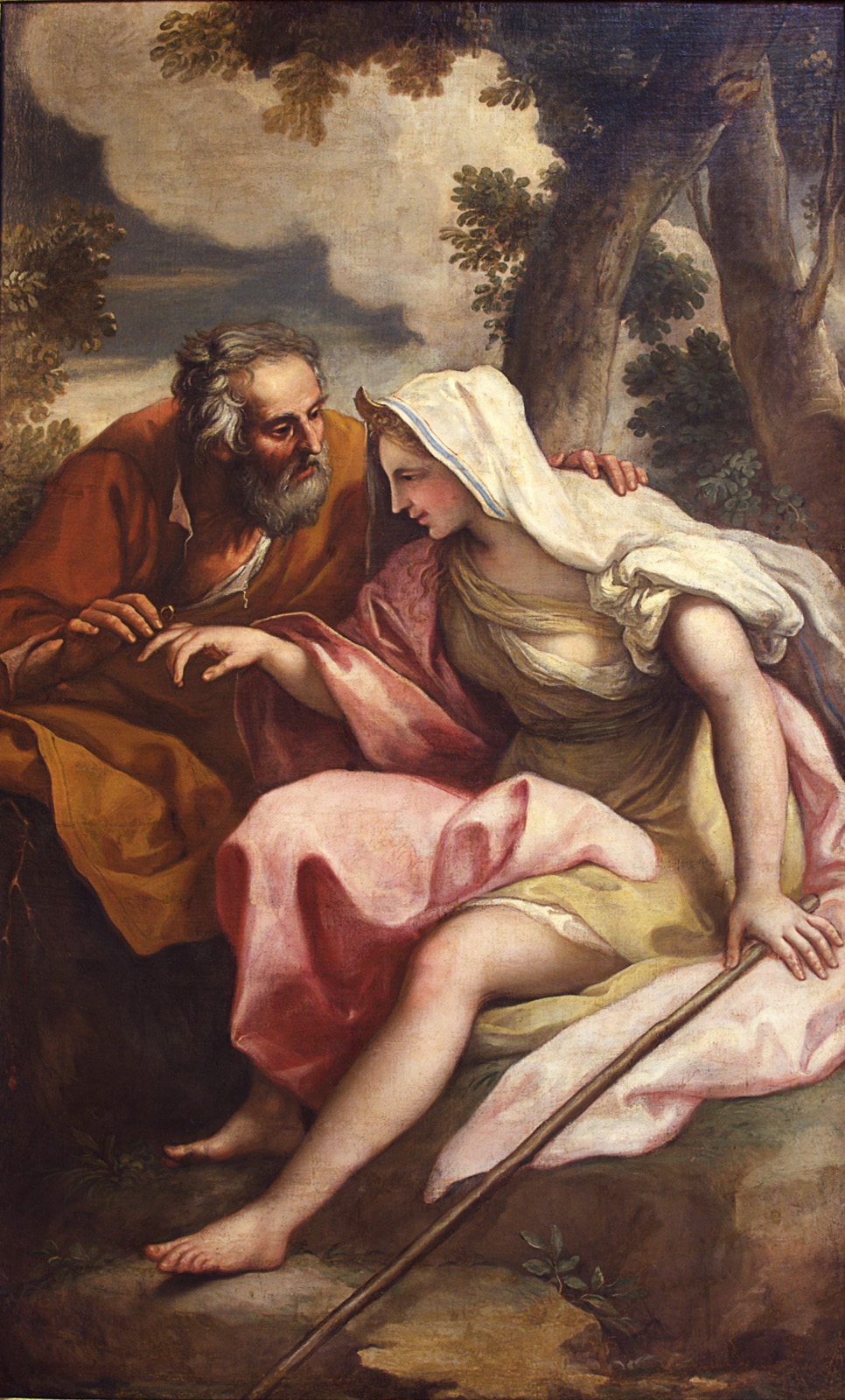
Juda und Tamar, um oder nach 1700, Pomurje Museum, Murska Sobota (Slowenien)
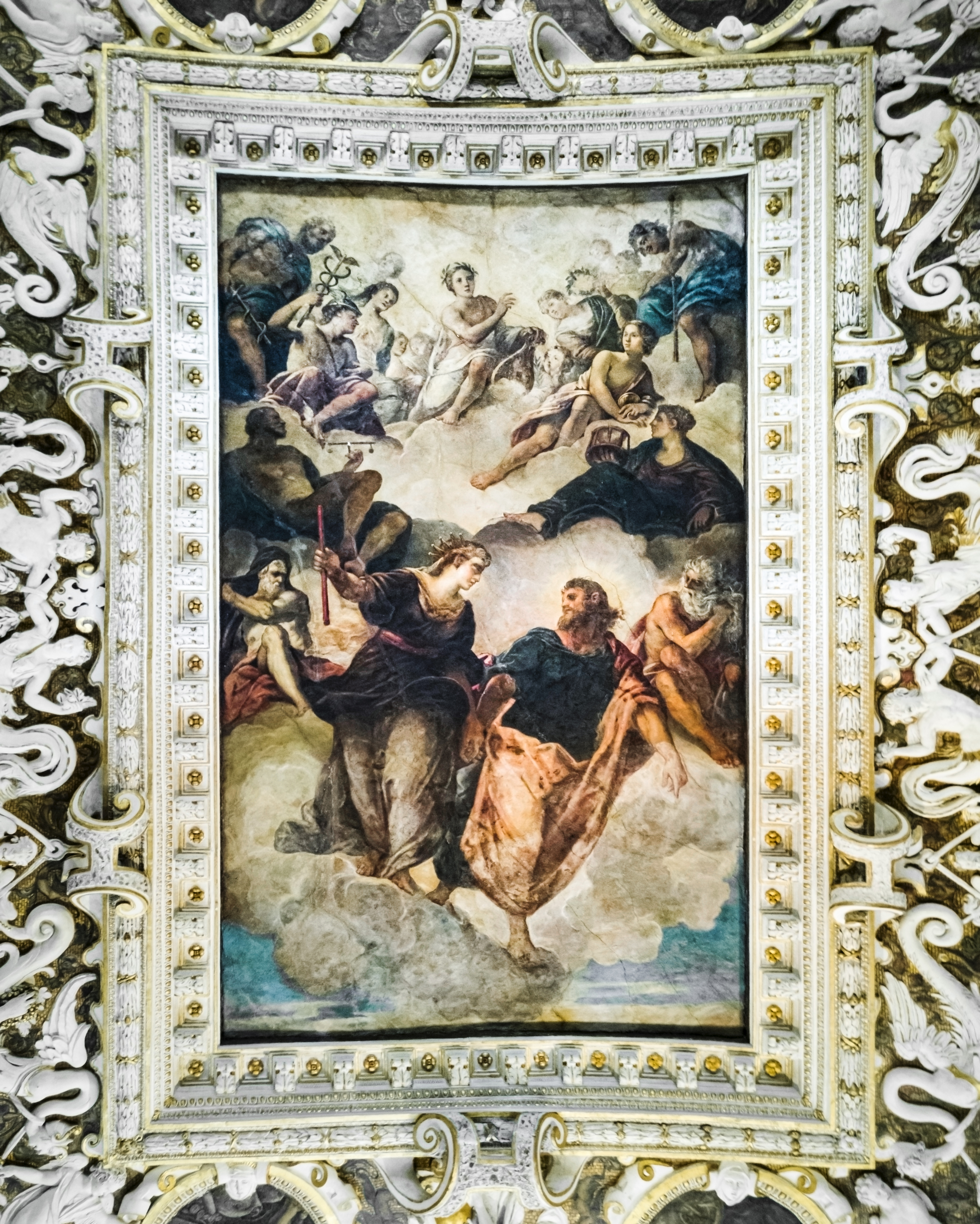
Jupiter übergibt Venezia die Herrschaft über die Adria, Deckenfresko in der Sala delle quattro porte, Dogenpalast, Venedig
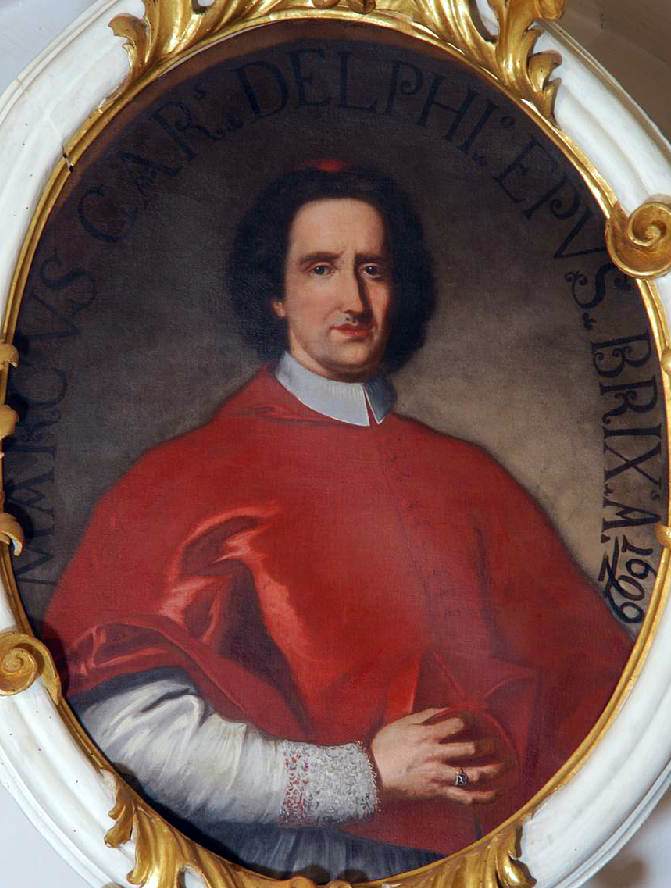
Daniele Dolfin, Kardinalbischof von Brescia, 1699 (laut Inschrift auf dem Bild), Öl auf Leinwand, 121 × 92 cm, Udine
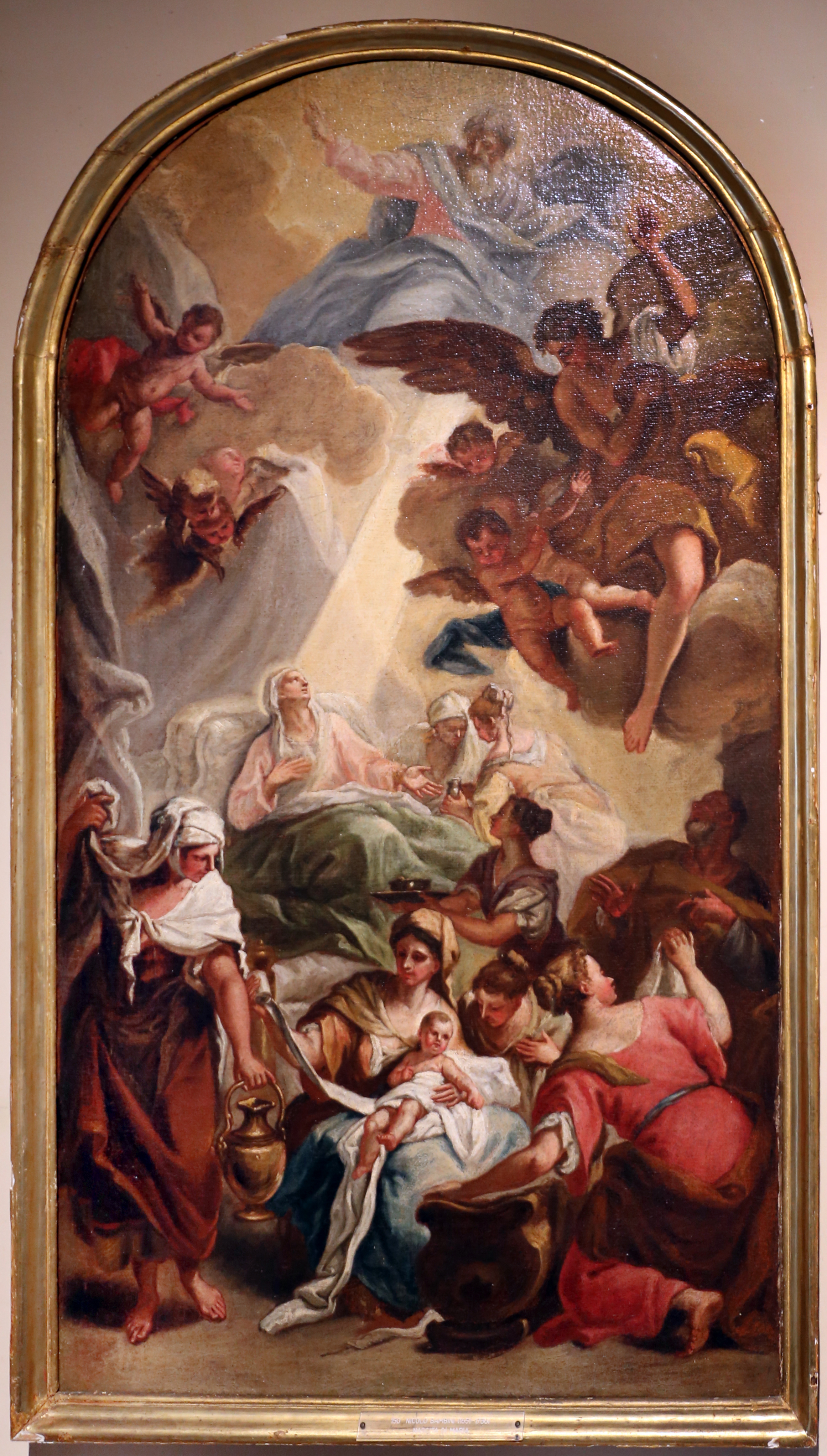
Geburt Mariae, 1710–15, für Santo Stefano, Venedig
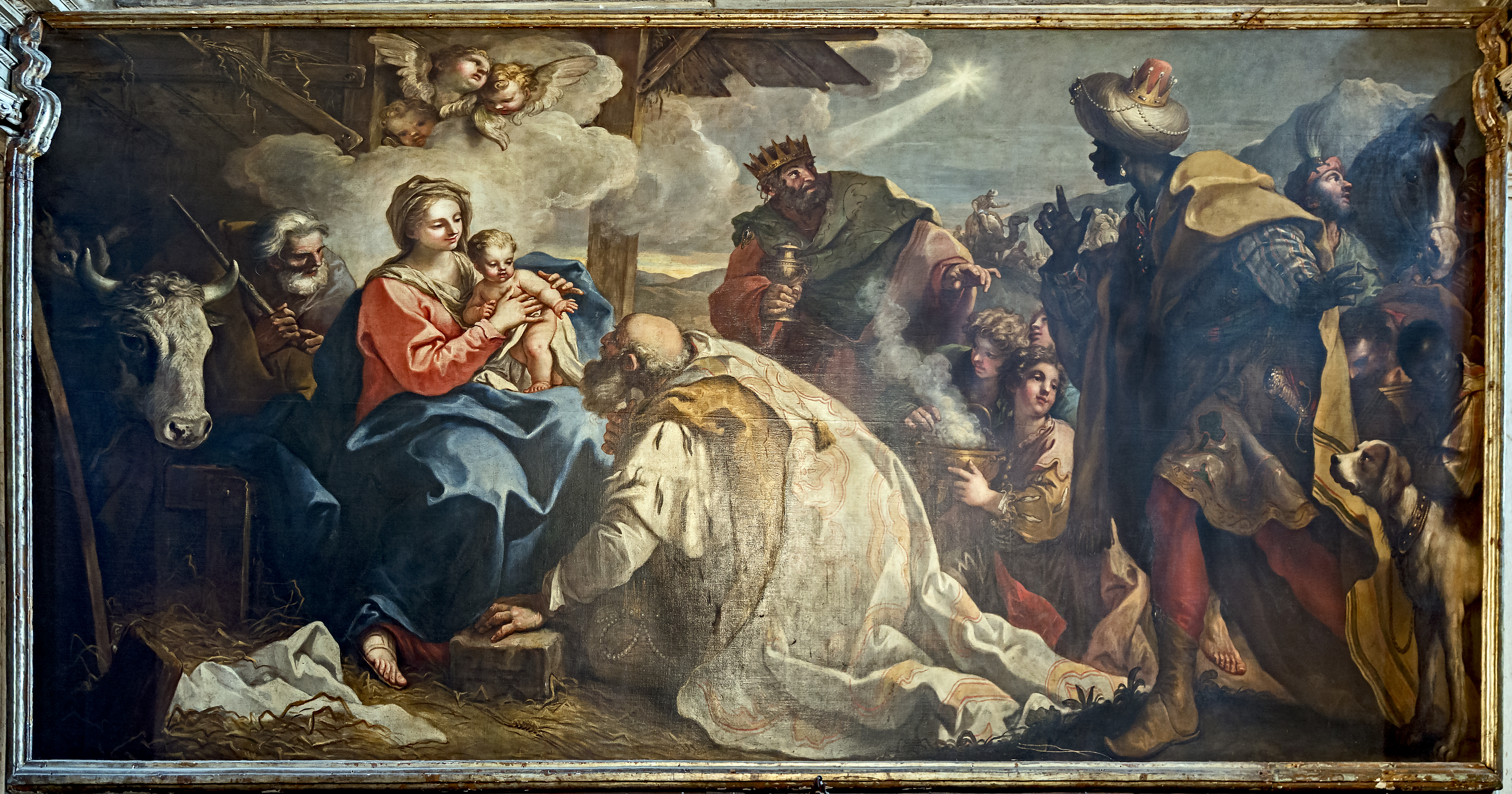
Anbetung der Könige, 1717, San Zaccaria, Venedig
Raub der Sabinerinnen, Ca’ Rezzonico, Venedig

## Werke (Auswahl)
- Deckengemälde (in Öl), San Moisè, Venedig
- Deckengemälde (in Öl) Triumph der Venetia und Allegorien, 1682, Ca’ Pesaro, Venedig
- Werke im Dogenpalast, Venedig:
  - Allegorie der Venetia in der Sala delle Quattro Porte,
  - Grisaillendekor in der Sala dello Scrutinio.
- Deckenfresko Apollo und die Musen mit Merkur, Palazzo Albrizzi, Venedig
- Freskendekorationen, Anfang 17. Jhd., Treppenhaus und großer Saal des Palazzetto Zane, Venedig
- Fresken, um 1710, im Alkoven des Palazzo Savorgnan bei San Geremia, Venedig
- Deckenfresko Allegorie Venedigs umgeben von den Göttern des Olymp, ca. 1708, Ballsaal der Ca’Dolfin, Venedig (zusammen mit dem Quadraturisten Antonio Felice Ferrari)
- Deckengemälde Die Wissenschaften huldigen dem Glauben und allegorischen Supraporten, 1709, Bibliothek des Palazzo vescovile (Bischofspalast), Udine
- Hagar in der Wüste, Palazzo Barbaro-Curtis, Venedig
- Geburt Mariae, 1710–15, Santo Stefano, Venedig
- Anbetung der Könige, San Zaccaria, Venedig
- Mysterien des Rosenkranzes (in Grisailletechnik), in der Kapelle im Erdgeschoss der Scuola dei Carmini, Venedig
- Deckengemälde Marienkrönung, Chiesa delle Eremite, Venedig
- Kreuzabnahme Jesu, San Marcuola, Venedig
- Maria Immaculata, San Pantaleone, Venedig
- 2 Gemälde: Der hl. Joseph erscheint der hl. Teresa und Wundersame Kommunion der hl. Teresa (oder: Die geweihte Hostie fliegt zur hl. Teresa), Santa Maria di Nazareth (Scalzi), Venedig
- Vier Evangelisten, Santo Spirito, Venedig
- Madonna mit drei Heiligen, San Stae, Venedig
- 2 Bilder: Die Tugend vertreibt die Laster und Die Zeit enthüllt die Wahrheit, Palazzo Patriarcale, Venedig
- Minerva krönt Titus Livius, Deckenbild in der Bibliothek des Seminario Patriarcale, Venedig
- 2 Wandgemälde und ein allegorischer Fries, 1720er Jahre, Salone des Palazzo Sandi-Porto, Venedig
- Leben des hl. Romualdo, Museo Correr, Venedig
- Madonna, Sakristei im Dom zu Padua